# Xerospermophilus spilosoma
Xerospermophilus spilosoma là một loài động vật có vú trong họ Sóc, bộ Gặm nhấm. Loài này được Bennett mô tả năm 1833.